# Rocca Santa Maria
Rocca Santa Maria är en ort och kommun i provinsen Teramo i regionen Abruzzo i Italien. Kommunen hade 504 invånare (2018).